# Daryl Homer
Daryl Homer (Saint Thomas, 16 juli 1990) is een Amerikaans schermer die actief is in de sabel-categorie. In 2007 behaalde hij voor het eerst een plaats in de wereldranglijst bij de senioren nadat hij 35e werd in een wedstrijd in Las Vegas. 

## Biografie
Homer werd geboren op Saint Thomas in de Amerikaanse Maagdeneilanden en verhuisde op 5-jarige leeftijd naar New York. Op 10-jarige leeftijd begon hij zijn carrière als schermer bij de Peter Westbrook Foundation, een stichting van Peter Westbrook die de stedelijke jeugd moet aanzetten tot schermen. In 2007 behaalde hij zijn eerste grote succes met een bronzen medaille op het wereldkampioenschap voor cadetten, twee jaar later deed hij dit over bij de junioren. 
In 2012 maakte hij deel uit van het op dat moment best gerangschikte team uit de Amerikaanse zone van de Fédération Internationale d'Escrime, waardoor hij zich kwalificeerde voor de Olympische Zomerspelen van 2012. Hierin behaalde hij een zesde plaats in het individuele evenement en een achtste plaats in het teamevenement.

## Erelijst
- Olympische Spelen
  - 2012: 6e - sabel individueel
  - 2012: 8e - sabel team
  - 2016:  - sabel individueel

- Wereldkampioenschappen
  - 2015:  - sabel individueel

- Pan-Amerikaanse Spelen
  - 2011:  - sabel individueel
  - 2011:  - sabel team
  - 2012:  - sabel team
  - 2013:  - sabel individueel
  - 2013:  - sabel team
  - 2014:  - sabel individueel
  - 2014:  - sabel team

## Wereldranglijst
Sabel
| Jaar   | 2007 | 2008 | 2009 | 2010 | 2011 | 2012 | 2013 | 2014 | 2015 |
| ------ | ---- | ---- | ---- | ---- | ---- | ---- | ---- | ---- | ---- |
| Plaats | 241  | 150  | 57   | 28   | 34   | 12   | 12   | 11   | 6    |